# Милош Јанковић (књижевник)
Милош Јанковић (Београд, 14. април 1963) српски је књижевник. Јанковић је члан Удружења књижевника Србије у статусу истакнутог самосталног уметника. Један је од почасних чланова оснивача Удружења за културу, уметност и међународну сарадњу „Адлигата", при којем раде Музеј књиге и путовања и Музеј српске књижевности. У Удружењу се од 2018. године налази и његов легат.

## Биографија
Милош Јанковић рођен је 14. априла 1963. године. Основну и средњу школу завршио је у Београду, као и Факултет цивилне одбране (садашњи Факултет безбедности). Магистрирао је 2005. године на Полицијској академији у Београду, са тезом „Јавни циљеви тајних друштава”.
Јанковић је објавио више од 80 књига, а познат је и као изузетан организатор и државни службеник. Током вишедеценијских ангажовања у различитим државним службама радио је на позицијама на којима се захтевао висок степен оперативности, сналажљивости и управљања кризама. Био је помоћник министра одбране, заменик министра просвете, помоћник министра за рад, запошљавање и социјална питања. Био је и председник Управног одбора Народне библиотеке Србије.
У више наврата, Јанковић је био уредник, главни уредник, главни и одговорни уредник, као и комерцијални и генерални директор у више издавачких предузећа, попут Нолит, БИГЗ, Слобода, Просвета, Беоштампа и др.
Члан је Удружења књижевника Србије, у статусу истакнутог самосталног уметника и заменика председника овог удружења. Један је од оснивача Удружења за културу, уметност и међународну сарадњу „Адлигат”, где је његовим ангажовањем потпомогнута набавка писама Николе Тесле и краља Милана Обреновића, али и отварање Одељења за дигитализацију у оквиру Удружења. Због значајног ангажовања, 2018. године Удружење му је уручило Повељу захвалности, на Свечаној Скупштини одржаној у САНУ.

## Легат Милоша Јанковића
Милош Јанковић формирао је свој легат 2018. године у Удружењу за културу, уметност и међународну сарадњу „Адлигат” у Београду, у којем је и почасни члан оснивач, и том приликом поклонио је бројне предмете, рукописе, преписке са српским књижевницима попут Милована Данојлића, писмо које му је упутио Данило Киш, као и више од 200 бројаница које је сакупљао у више десетина манастира дуже од једне деценије.

## Награде и признања
- Плакета захвалности УКС, за трајан допринос раду и угледу Удружења, 2009.
- Награда „Печат кнеза Лазара” 2010.
- Награда „Милан Ракић”, за књигу Манастирник, 2011; одрекао се награде.[7]
- Повеља КПЗ Београда, за трајан допринос култури и издаваштву, 2011.
- Награда „Раде Томић”, за књигу Језник, 2011.
- Награда „Перо деспота Стефана Лазаревића”, 2011.
- Сретењска повеља, 2011.
- Повеља „Карађорђе”, 2012.
- Награда „Златни Орфеј”, 2013.
- Награда „Златно слово”, 2013.
- Награда „Песничка хрисовуља”, 2013.
- Награда „Велика песничка повеља”, 2014.
- Награда „Драинац”, за књиге песама Опсенарник и Мелемник, 2014.
- Награда „Борин печат”, Печат Б. Станковића, 2017.
- Награда „Шумадијске метафоре”, 2017.
- Награда aкадемије Иво Андрић, 2017.
- Награда часописа „Збиља”, 2017.
- Награда „Златна струна”, Смедеревска песничка јесен, 2018.
- Повеља захвалности Адлигата, 2018.
- Награда „Печат вароши сремскокарловачке”, за књигу песама Катреник, 2020.[8]

## Дела
- Истословник, књига песама (1985),
- Кожа за двоје, књига песама (1986),
- Последњи човек, новела (1988),
- Ван домашаја, књига песама (1990),
- Војвода Живојин Мишић, проза (1990, 2014 и 2016),[тражи се извор]
- Вештина трајања, књига песама (1992),
- Историја болести, роман (1992. и 1994),
- Аутопортрет слутње, књига песама (1993),
- Склон паду, књига песама (1995),
- Чвор, књига песама (1995),
- Опна, изабране и нове песме (1996),
- Бројаница, књига песама (1997. и 1998, дваиздања),
- Скице, кратке приче (1998),
- Рожданик, књига песама (1998),
- Торжественик, књига песама (2000),
- Изабране песме, поезија (Избор сачинио Н.Страјнић, 2005),
- Јавни циљеви тајних друштава, магистарска теза (2006, 2010. и 2016),
- Косово је увек Србија, (мултимедијални пројекат – ЦД, 2007),
- Византијски тетрагон, огледи из Црквеног права и иконологије (2008),
- Годовник, књига песама (2009),
- Словарик, књига песама (2009),
- Светачник, стихире (јануар—јун, Житија светих, 2009),
- (Не)звани гости, књига песама (2010),
- Суицидник, књига песама (2010),
- Старечник, стихире (јул—септембар, Житија светих, 2010),
- Отачник, стихире (октобар—децембар, Житијасветих, 2010),
- Сабирник, књигапесама (2010),
- Србљак, стихире (јануар—децембар, ЖитијасветихСрба, 2010),
- Манастирник, књига песама (2010),
- Молебник, књига песама (2010),
- Сановник, књига песама (2010),
- Сваштарник, књига песама (2010),
- Летовник, пробране песме и коментари (2011),
- Језник, књига песама (2011),
- Љубословник, књига песама (2011),
- Инатник, књига песама (2011),
- Јерејник, књига песама (2011),
- Апсурдник, књига песама (2011),
- Небесник, стихире (јануар—децембар, Житија светих и Житија светих Срба, 2011),
- Сибирник, књига песама (2012),
- Хлебарник, књига кратких прича (2012),[9]
- Таложник, књига песама (2012),
- Ранарник, књига песама (2012),
- Лунарник, сонетни венац (у оквиру часописа Савременик, 2012),
- Шифрарник, књига песама (2012),
- Мелемник, књига песама (2013),
- Опсенарник, књига поезије (триптих сонетних венаца, 2013),
- Вртложник, књига песама (2013),
- Поучник, пробране и нове песме(2013),
- Тескобник, изабране песме(Избор сачинио Д. Стојковић, 2013),
- Двогласник, (поетски пантограф, сонетни венци, заједно са М. Грбовићем, 2013),
- Безданик, књига поезије (2013),
- Стидник, књига песама (2014),
- Посветник, књига песама (2014),
- Стравник, књига песама (2014),
- Јеловник, књига песама (2015),
- Столисник, прозни (п)огледи, есејистика, (2015),
- Граничник, изабране песме (Избор сачинио Д. Јокановић, 2015),
- Коледник, књига песама (2016),
- Поменик, књига песама (избор из поезије 2010—2015, 2016),
- Горионик, књига прича (2016),
- Авељов ожиљак, роман (заједно са Н. Јеврићем, 2016),
- Размерник, књига песама (2017),
- Тесаник, књига прича (2017),[10]
- Туцаник, књига песама (2018),
- Трошковник, књига прича (2018).

### Приредио и објавио
- Астечки хороскоп 1-12 (књиге популарне астрологије, 1987 и 1988),
- Четири предавања др Рудолфа Штајнера (1991),
- Слободни зидари (Џ. Ридли – превод, приређивање са С. Дамјановићем, 2005),
- 101 љубавна (Антологија српске љубавне поезије, 2010),
- Најлепше песме чика Јове Змаја (Избор из дечије поезије Ј. Ј. Змаја, 2010),
- Мали православни појмовник (заједно са Т. Гаврићем, 2011 и 2012),
- 365 љубавних (Антологија српске љубавне поезије, 2011. и 2013),
- Адмирал свих океана (Избор из поезије Слободана Марковића, 2011),
- Чудесник (Споменица Слободану Стојадиновићу Чу Деу, 2012),
- Венац венаца (Антологија сонетних венаца у савременој српској поезији, заједно са Д. Стојковићем, 2012),
- Укус пелина (Избор из поезије Милана Ненадића, 2012).